# Merocenoza
Merocenoza – część biocenozy, zespół organizmów zasiedlających wycinek środowiska. Przykładem merocenozy jest peryfiton, czyli zespół organizmów zasiedlających powierzchnię zanurzonych makrofitów.
W paleontologii jest to kopalny zespół skamieniałych szczątków organów okresowo zrzucanych przez organizmy, np. liści, poroży, zębów mlecznych lub wylinek.